# 1986년 오리콘 1위 싱글 목록
일본에서 한 주간 가장 많이 팔린 싱글은 오리콘 주간 차트에 실리며, 이 차트는 오리콘이 발행하는 잡지 《오리스타》에 개제된다. 판매량은 한 주 동안의 각 싱글의 판매량을 기준으로 오리콘이 종합한다.

## 차트 기록
| 발행일    | 싱글                             | 가수                 | 참고                           |
| --------- | -------------------------------- | -------------------- | ------------------------------ |
| 1월 6일   | 「冬のオペラグラス」             | 닛타 에리            | 4주 연속, 1986년 1월 1위       |
| 1월 13일  | 「冬のオペラグラス」             | 닛타 에리            | 4주 연속, 1986년 1월 1위       |
| 1월 20일  | 「冬のオペラグラス」             | 닛타 에리            | 4주 연속, 1986년 1월 1위       |
| 1월 27일  | 「冬のオペラグラス」             | 닛타 에리            | 4주 연속, 1986년 1월 1위       |
| 2월 3일   | 「バナナの涙」                   | 우시로유비사사레구미 | 1986년 2월 1위                 |
| 2월 10일  | 「くちびるNetwork」              | 오카다 유키코        |                                |
| 2월 17일  | 「DESIRE -情熱-」                | 나카모리 아키나      |                                |
| 2월 24일  | 「Broken Sunset」                | 키쿠치 모모코        |                                |
| 3월 3일   | 「じゃあね」                     | 오냥코클럽           |                                |
| 3월 10일  | 「季節はずれの恋」               | 요시자와 아키에      | 2주 연속                       |
| 3월 17일  | 「季節はずれの恋」               | 요시자와 아키에      | 2주 연속                       |
| 3월 24일  | 「My Revolution」                | 와타나베 미사토      |                                |
| 3월 31일  | 「青いスタスィオン」             | 카와이 소노코        | 2주 연속                       |
| 4월 7일   | 「青いスタスィオン」             | 카와이 소노코        | 2주 연속                       |
| 4월 14일  | 「私は里歌ちゃん」               | 냥기라스             |                                |
| 4월 21일  | 「恋のロープをほどかないで」     | 닛타 에리            | 2주 연속                       |
| 4월 28일  | 「恋のロープをほどかないで」     | 닛타 에리            | 2주 연속                       |
| 5월 5일   | 「おっとCHIKAN!」                | 오냥코클럽           |                                |
| 5월 12일  | 「象さんのすきゃんてぃ」         | 우시로유비사사레구미 | 1986년 5월 1위                 |
| 5월 19일  | 「夏を待てない」                 | 코쿠쇼 사유리        |                                |
| 5월 26일  | 「夏色片想い」                   | 키쿠치 모모코        |                                |
| 6월 2일   | 「風のInvitation」               | 후쿠나가 사토미      |                                |
| 6월 9일   | 「ジプシー・クイーン」           | 나카모리 아키나      | 1986년 6월 1위                 |
| 6월 16일  | 「Song for U.S.A.」              | 체커즈               |                                |
| 6월 23일  | 「あじさい橋」                   | 죠우노우치 사나에    |                                |
| 6월 30일  | 「自分でゆーのもなんですけれど」 | 냥기라스             |                                |
| 7월 7일   | 「シンデレラたちへの伝言」       | 타카이 마미코        | 1986년 7월 1위                 |
| 7월 14일  | 「再会のラビリンス」             | 카와이 소노코        |                                |
| 7월 21일  | 「ダイヤモンド・アイズ」         | 소년대               |                                |
| 7월 28일  | 「瞳に約束」                     | 와타나베 미나요      |                                |
| 8월 4일   | 「お先に失礼」                   | 오냥코클럽           |                                |
| 8월 11일  | 「不思議な手品のように」         | 닛타 에리            | 1986년 8월 1위                 |
| 8월 18일  | 「スキップ・ビート」             | KUWATA BAND          |                                |
| 8월 25일  | 「ノーブルレッドの瞬間」         | 코쿠쇼 사유리        |                                |
| 9월 1일   | 「青空のかけら」                 | 사이토 유키          |                                |
| 9월 8일   | 「渚の『・・・・・』」           | 우시로유비사사레구미 |                                |
| 9월 15일  | 「Say Yes!」                     | 키쿠치 모모코        |                                |
| 9월 22일  | 「鏡の中の私」                   | 요시자와 아키에      |                                |
| 9월 29일  | 「メロディ」                     | 타카이 마미코        |                                |
| 10월 6일  | 「Fin」                          | 나카모리 아키나      |                                |
| 10월 13일 | 「CHA-CHA-CHA」                  | 이시이 아케미        | 1986년 1위 1986년 9월·10월 1위 |
| 10월 20일 | 「深呼吸して」                   | 와타나베 마리나      |                                |
| 10월 27일 | 「雪の帰り道」                   | 와타나베 미나요      |                                |
| 11월 3일  | 「悲しい夜を止めて」             | 카와이 소노코        |                                |
| 11월 10일 | 「恋はくえすちょん」             | 오냥코클럽           |                                |
| 11월 17일 | 「ONE DAY」                      | KUWATA BAND          |                                |
| 11월 24일 | 「内緒で浪漫映画」               | 닛타 에리            |                                |
| 12월 1일  | 「技ありっ!」                    | 우시로유비사사레구미 |                                |
| 12월 8일  | 「バラードのように眠れ」         | 소년대               |                                |
| 12월 15일 | 「あの夏のバイク」               | 코쿠쇼 사유리        |                                |
| 12월 22일 | 「ないものねだりのI Want You」   | C-C-B                |                                |
| 12월 29일 | 「約束」                         | 타카이 마미코        |                                |

## 특이사항
- 1986년 3월 1위 곡은 체커즈의 「OH!! POPSTAR」이다. (주간 최고순위 2위)
- 1986년 4월 1위 곡은 소년대의 「デカメロン伝説」이다. (주간 최고순위 2위)
- 1986년 11월 1위 곡은 와타나베 미사토의 「BELIEVE」이다. (주간 최고순위 2위)
- 1986년 12월 1위 곡은 나카야마 미호의 「WAKU WAKUさせて」이다. (주간 최고순위 3위)

## 연간 TOP 10
※ 집계: 1985년 12월 2일 - 1986년 11월 24일
- 1위: 이시이 아케미 「CHA-CHA-CHA」
- 2위: 나카모리 아키나 「DESIRE -情熱-」
- 3위: 소년대 「仮面舞踏会」
- 4위: KUWATA BAND 「BAN BAN BAN」
- 5위: 와타나베 미사토 「My Revolution」
- 6위: 코바야시 아키코 「恋におちて -Fall in love-」
- 7위: 나카모리 아키나 「ジプシー・クイーン」
- 8위: KUWATA BAND 「スキップ・ビート」
- 9위: 체커즈 「OH!! POPSTAR」
- 10위: 카와이 소노코 「青いスタスィオン」